# Corso Giuseppe Garibaldi (Salerno)
Il Corso Giuseppe Garibaldi di Salerno si trova nel centro cittadino, tra il Lungomare Trieste ed il Corso Vittorio Emanuele II. Ha una lunghezza di circa due chilometri ed è stato definito dal poeta Alfonso Gatto come "la strada salernitana con respiro da grande urbe"

## Storia

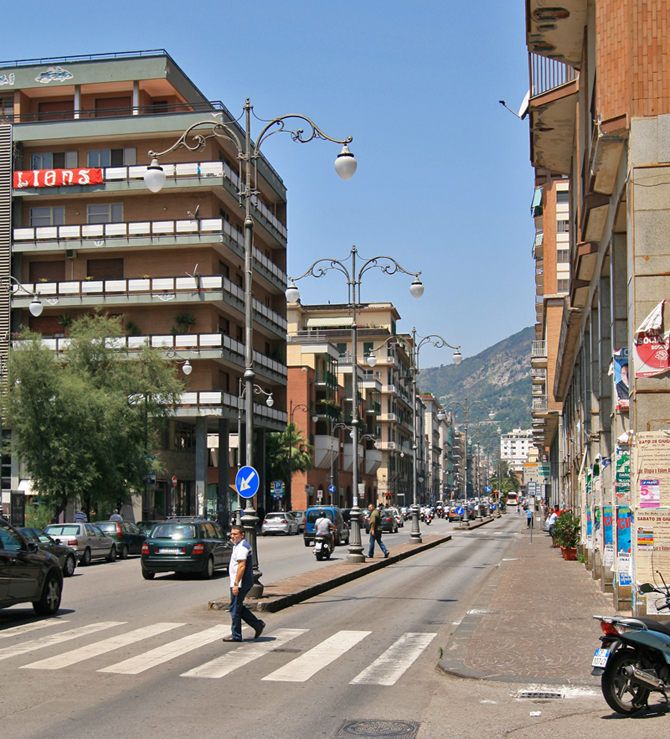
Il Corso Garibaldi vicino alla stazione ferroviaria

Negli ultimi decenni dell'Ottocento il Corso Garibaldi era la strada cittadina che ora si chiama "Via Roma", che iniziava davanti al Teatro Verdi e finiva all'incirca dove esisteva il Palazzo delle Poste. 
Dagli anni venti del Novecento il corso ha assunto il tracciato attuale (che inizia a fianco della "Porta Nova" nelle mura medioevali del Centro storico per finire vicino alla stazione ferroviaria), venendo abbellito da alcune statue e da vegetazione alberata.

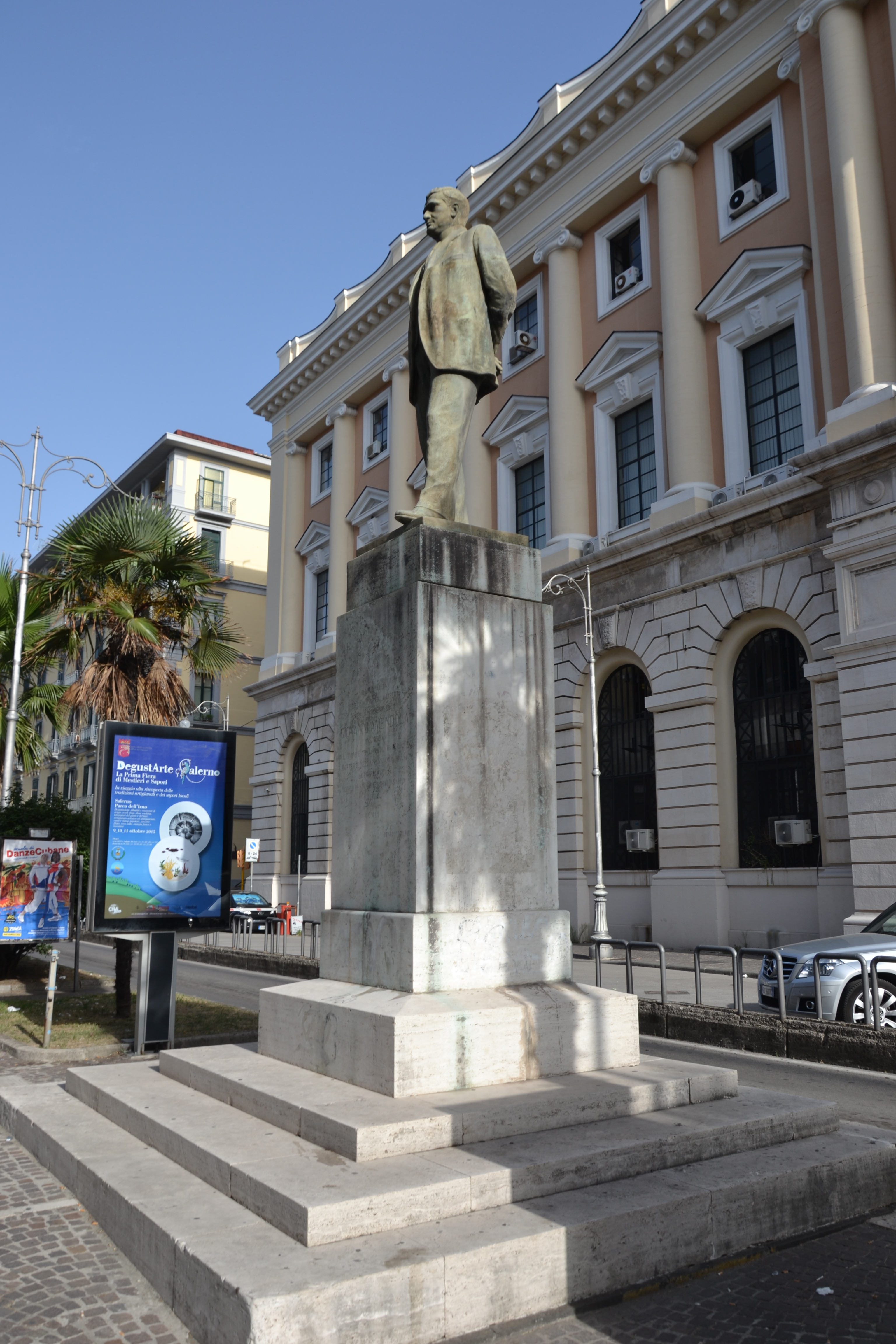
Statua di Giovanni Amendola

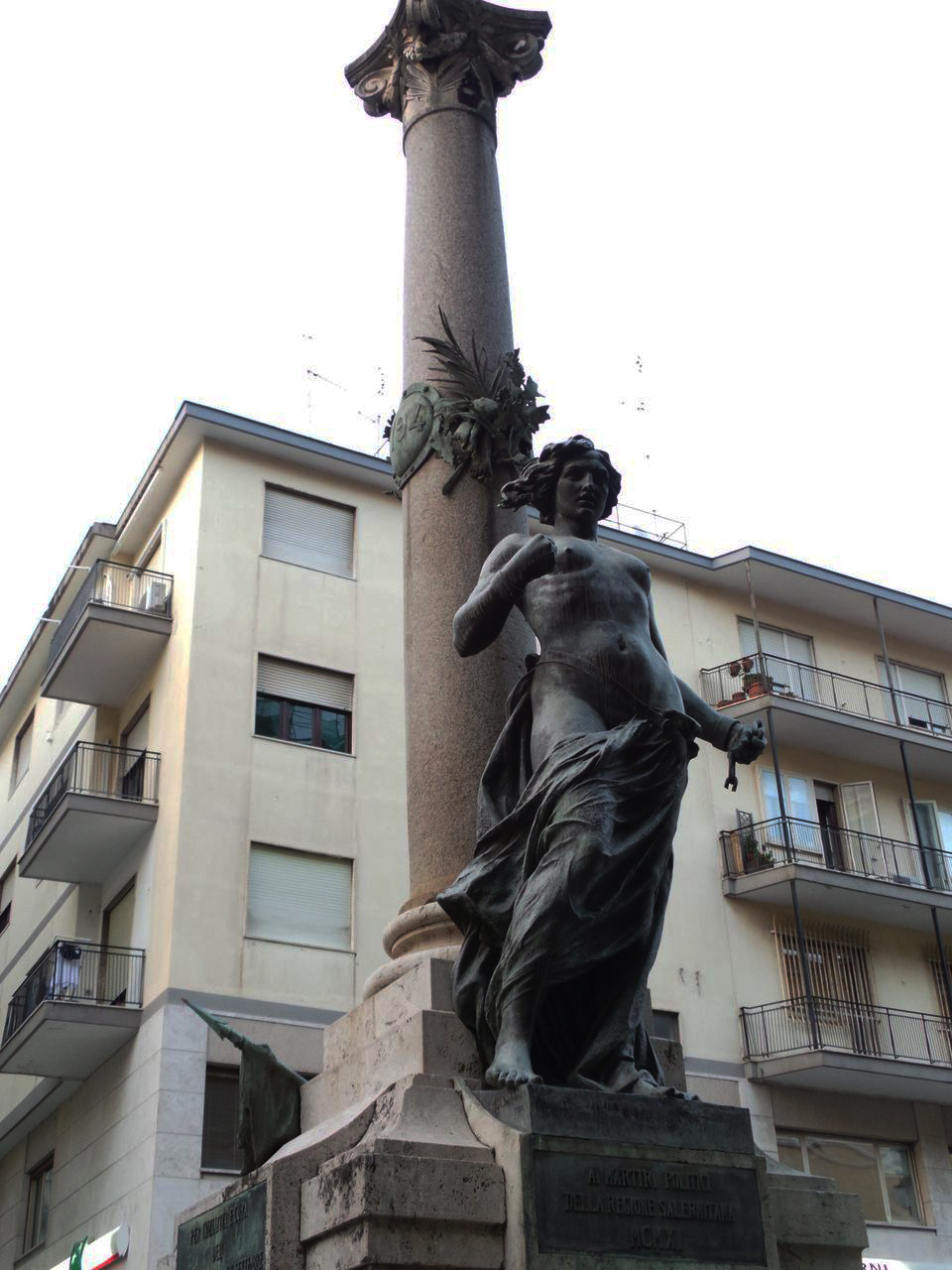
Statua della Liberta'

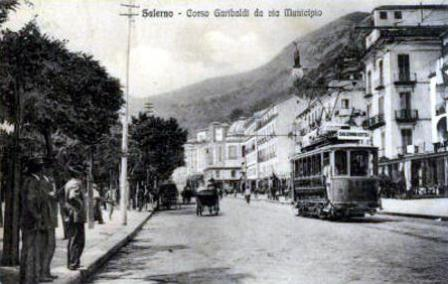
Il corso nel 1911, quando era l'attuale Via Roma vicino al Municipio cittadino

La statua maggiormente famosa è quella davanti all'ex-Tribunale di Salerno, dedicata a Giovanni Amendola. Un'altra statua rinomata è quella della Libertà, localizzata a poche centinaia di metri di distanza.
Sul corso, vicino all'inizio del Centro storico di Salerno, si trova la Chiesa di San Pietro in Camerellis, davanti ad un piccolo larghetto omonimo.
Il Corso Garibaldi rappresenta uno dei tre assi paralleli lungo i quali si è sviluppata l'espansione della città. Infatti, insieme al Lungomare Trieste e a Via dei Mercanti-Corso Vittorio Emanuele, collega i due margini di Salerno centrale, dal centro storico alla stazione ferroviaria.
I due palazzi di maggiore importanza sul corso sono il Palazzo delle Poste ed il Palazzo di Giustizia (le loro attività sono state spostate altrove recentemente). Comunque altri palazzi notevoli si affacciano sul Corso ed anche sul Lungomare Trieste, come il Palazzo Santoro ed il Palazzo D'Ambrosio. Inoltre la scuola elementare "Vicinanza" ha l'entrata principale sul corso, a fianco dell'ex-Tribunale.